# Coupe intercontinentale 1981
La Coupe intercontinentale 1981 est la vingtième édition de la Coupe intercontinentale de football. Elle oppose lors d'un seul match le club anglais du Liverpool Football Club, vainqueur de la Coupe des clubs champions européens 1980-1981, aux Brésiliens du Clube de Regatas do Flamengo, vainqueurs de la Copa Libertadores 1981. Il s'agit de la première apparition de ces deux clubs dans cette compétition.
La confrontation se déroule au Stade national de Tokyo, le 13 décembre 1981 devant 62 000 spectateurs. Le match arbitré par le Mexicain Lamberto Rubio Vázquez se conclut par une victoire des Brésiliens sur le score de 3-0. Zico est élu homme du match.
En 2017, le Conseil de la FIFA a reconnu avec document officiel (de jure) tous les champions de la Coupe intercontinentale avec le titre officiel de clubs de football champions du monde, c'est-à-dire avec le titre de champions du monde FIFA, initialement attribué exclusivement aux gagnants de la Coupe du monde des clubs FIFA.

## Feuille de match
| Coupe intercontinentale 1981   | CR Flamengo                | 3 - 0   | Liverpool FC | Stade national, Tokyo                                   |                                                         |
| 13 décembre 1981 12 h 00 UTC+9 | 12e 41e Nunes · 34e Adílio | (3 - 0) |              | Spectateurs : 62 000 Arbitrage : Lamberto Rubio Vázquez | Spectateurs : 62 000 Arbitrage : Lamberto Rubio Vázquez |
| 13 décembre 1981 12 h 00 UTC+9 | (Rapport)                  |         |              | Spectateurs : 62 000 Arbitrage : Lamberto Rubio Vázquez | Spectateurs : 62 000 Arbitrage : Lamberto Rubio Vázquez |

| Flamengo | Liverpool |

| Flamengo :              |    |                             |
|                         |    |                             |
|                         |    |                             |
| G                       | 1  | Raul (en)                   |
| D                       | 2  | Leandro                     |
| D                       | 3  | Marinho (en)                |
| D                       | 4  | Mozer                       |
| D                       | 5  | Júnior                      |
| M                       | 6  | Andrade                     |
| M                       | 8  | Adílio                      |
| M                       | 10 | Zico                        |
| A                       | 7  | Tita                        |
| A                       | 9  | Nunes                       |
| A                       | 11 | Lico (en)                   |
| Remplaçants :           |    |                             |
| G                       | 12 | Cantarele (en)              |
| D                       | 13 | Cláudio Figueiredo Diz (pt) |
| D                       | 17 | Nei Severiano Dias (pt)     |
| M                       | 15 | Peu (pt)                    |
| A                       | 16 | Baroninho (pt)              |
| Entraîneur :            |    |                             |
| Paulo César Carpeggiani |    |                             |

| Liverpool :   |    |                  |  |     |
|               |    |                  |  |     |
|               |    |                  |  |     |
| G             | 1  | Bruce Grobbelaar |  |     |
| D             | 2  | Phil Neal        |  |     |
| D             | 3  | Mark Lawrenson   |  |     |
| D             | 4  | Phil Thompson    |  |     |
| D             | 6  | Alan Hansen      |  |     |
| M             | 5  | Ray Kennedy      |  |     |
| M             | 10 | Terry McDermott  |  | 52e |
| M             | 11 | Graeme Souness   |  |     |
| M             | 14 | Sammy Lee        |  |     |
| A             | 7  | Kenny Dalglish   |  |     |
| A             | 16 | Craig Johnston   |  |     |
| Remplaçants : |    |                  |  |     |
| G             | 13 | Steve Ogrizovic  |  |     |
| D             | 15 | Alan Kennedy     |  |     |
| M             | 8  | Ronnie Whelan    |  |     |
| M             | 17 | Kevin Sheedy     |  |     |
| A             | 12 | David Johnson    |  | 52e |
| Entraîneur :  |    |                  |  |     |
| Bob Paisley   |    |                  |  |     |